# SMS Baden (1880)
El SMS Baden fue una de las cuatro fragatas acorazadas de la clase Sachsen de la Armada Imperial alemana. Sus buques gemelos fueron el Sachsen, Bayern y Würtemberg. El Baden se construyó en el astillero Kaiserliche Werft Kiel entre 1876 y 1883. El barco entró en servicio en la Marina Imperial en septiembre de 1883. Estaba armado con una batería principal de seis cañones de 26 cm (10,2 pulgadas) en dos barbetas abiertas.
Tras su puesta en servicio, el Baden sirvió con la flota en numerosos ejercicios de entrenamiento y cruceros en las décadas de 1880 y 1890, durante los cuales frecuentemente simulaba fuerzas navales hostiles. Participó en varios cruceros escoltando al Kaiser Guillermo II en visitas de estado a Gran Bretaña y a varios países del mar Báltico a finales de la década de 1880 y principios de la de 1890. Durante 1896-1897, el barco fue ampliamente reconstruido en el astillero Germaniawerft en Kiel. Fue retirado del servicio activo en 1910 y a partir de entonces sirvió en una serie de funciones secundarias, sirviendo finalmente como pontón objetivo en las décadas de 1920 y 1930. Fue vendido en abril de 1938 y desguazado en 1939-1940 en Kiel.